# چستر هیل
چستر هیل (به انگلیسی: Chester Hill) یک حومه شهر در استرالیا است که در نیو ساوت ولز واقع شده‌است.